# Hermine Aichenegg

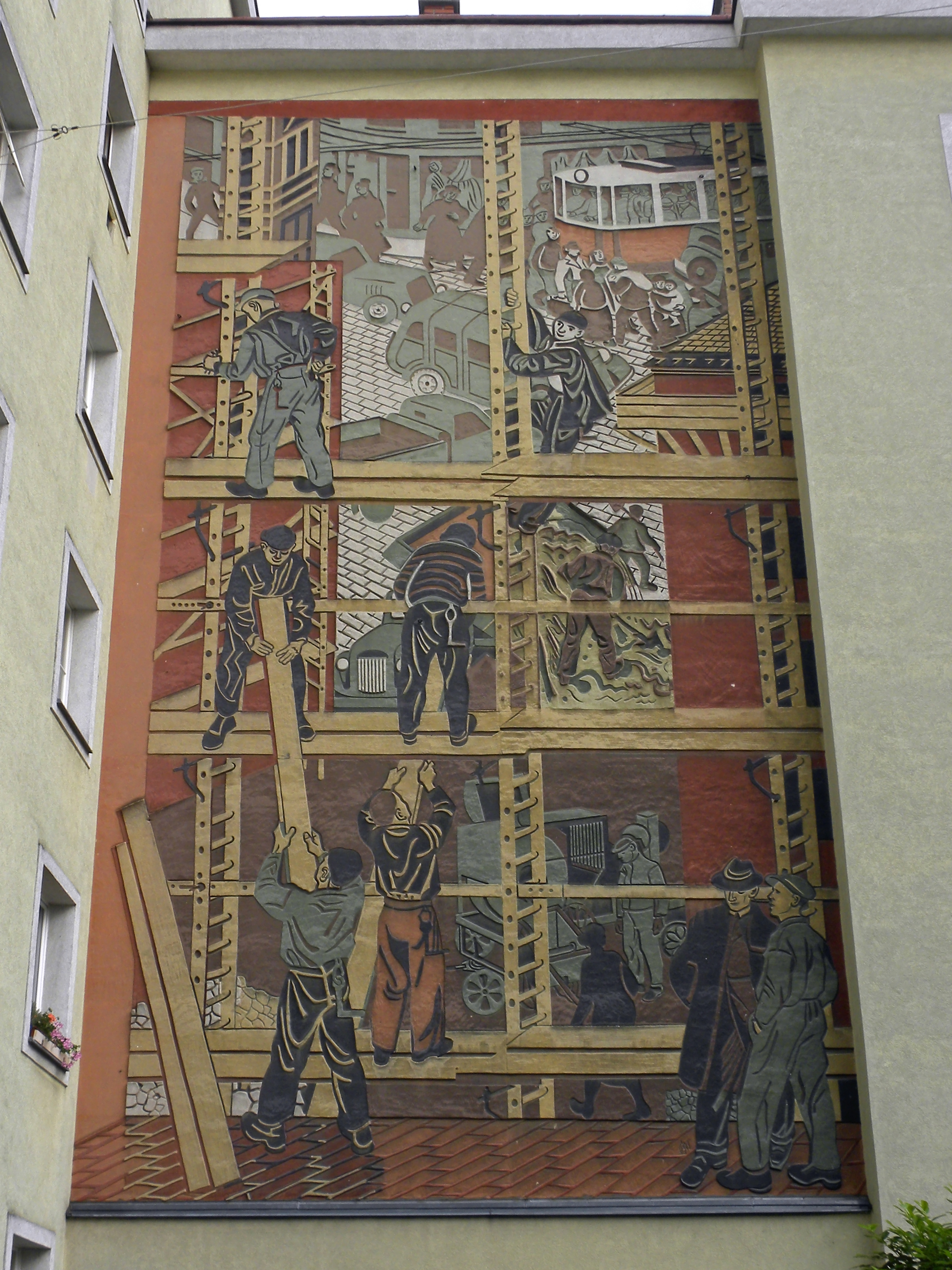
Sgraffito Bauarbeiter in der Lenneisgasse 4–8 in Wien

Hermine Aichenegg (* 3. April 1915 in Wien; † 14. September 2007 ebenda) war eine österreichische freischaffende Künstlerin.

## Leben
Hermine Aichenegg stammte aus einer Wiener Familie und studierte von 1930 bis 1933 Gebrauchsgraphik an der Graphischen Lehr- und Versuchsanstalt in Wien. In den folgenden Jahren bis 1939 arbeitete sie als Gebrauchsgraphikerin in einem Reklamebüro. Kriegsdienstverpflichtet musste sie bis 1945 als Planzeichnerin am Militärgeographischen Institut (Hauptvermessung) arbeiten. 1945 bis 1949 absolvierte sie eine Wandbildlehre bei Rudolf Holzinger (1898–1949) (Fresko, Secco, Sgraffito, Mosaik). Ab 1949 war Hermine Aichenegg als freischaffende Künstlerin tätig.

## Mitgliedschaften
- 1945–1948 Mitglied in der Gemeinschaft der bildenden Künstler
- 1948–1950 Neuer Hagenbund
- 1949–1951 Berufsvereinigung bildender Künstler Österreichs
- 1951–1958 Mitglied der Föderation moderner bildender Künstler Österreichs
- 1951–2007 Ordentliches Mitglied der Wiener Secession
- 1958–2007 Berufsverband bildender Künstler Österreichs

Hermine Aichenegg beteiligte sich an vielen Kollektivausstellungen der oben angeführten Vereinigungen.

## Personalausstellungen
- 1956, 1965 und 1971 Wiener Secession
- 1970 Autofina Krems
- 1972 Volksbank Liesing
- 1976 Amtshaus Favoriten Wien
- 1977 Arthaber Galerie Favoriten
- 1980 Volksbank Atzgersdorf
- 1984 Kleine Galerie Wien
- 1989 Georgskapelle der Augustinerkirche
- 1997 Retrospektive Hermine Aichenegg, Perchtoldsdorf Burg
- 2008 Personalia im Palais Coburg, Suppan Fine Arts

## Werke
Neben zahlreichen Öl- und Papierarbeiten entstanden für öffentliche Auftraggeber unter anderem folgende Werke:
- Fresken
  - Eisenstadt, Kriegerkapelle
  - Sonnenuhr auf Schloss Esterhazy
  - Perchtoldsdorf 1683, 1959

- Sgraffiti
  - 1140 Wien, Lenneisgasse Wiederaufbau 1953
  - 1100 Wien, Alxingergasse Produkte Favoritens 1954

- Glasfenster
  - Eisenstadt, Trauungssaal

- Mosaik

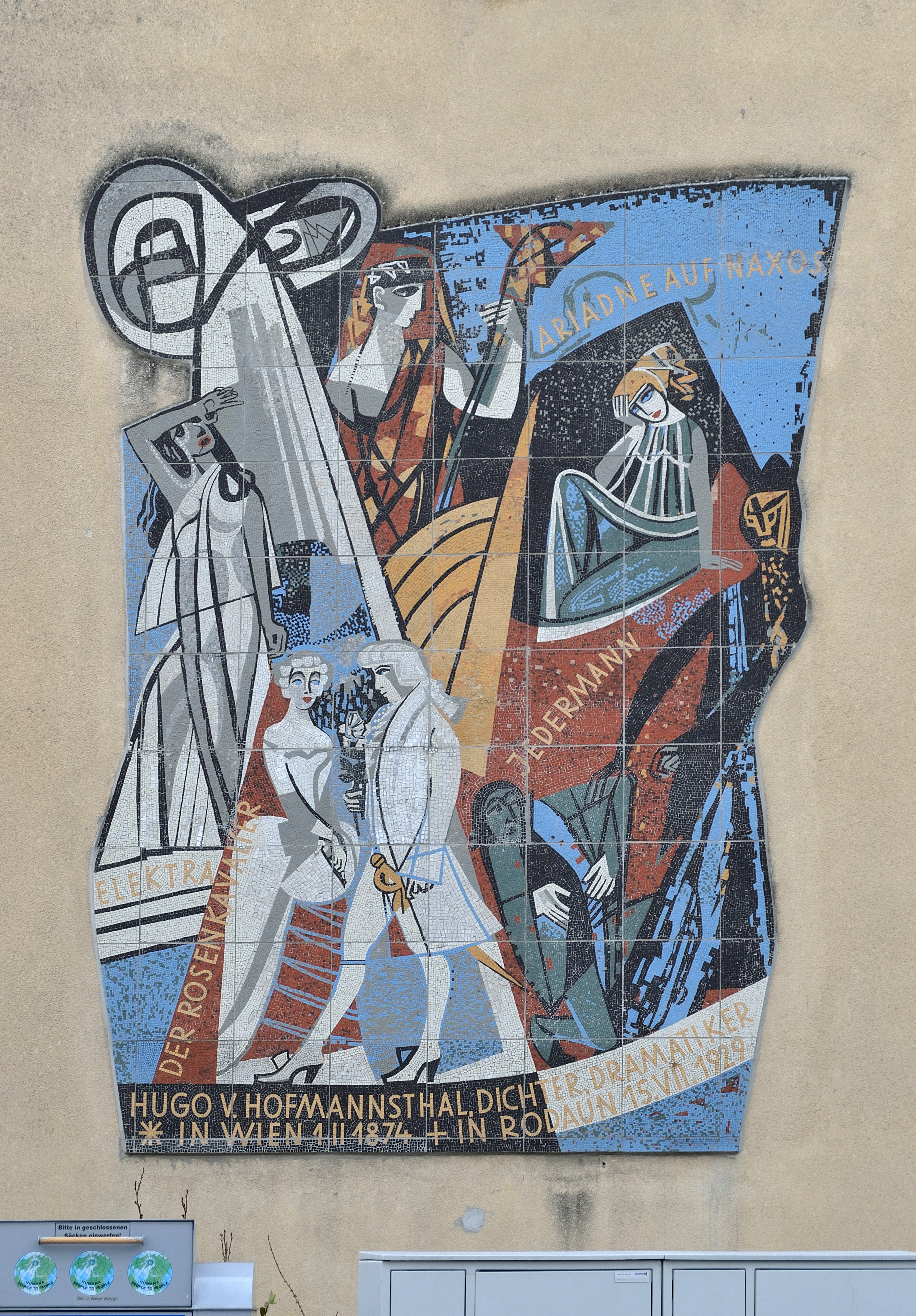
Mosaik Hugo von Hofmannsthal in Rodaun

- - Hugo von Hofmannsthal, 1956 Rodaun
  - Fahren, 1958 Keramikmosaik, Wien, Breitenfurter Straße

- Teppiche:
  - Donauteppiche 1956, Donaumuseum Petronell
  - Wandteppich für die Erlöserkirche am Schüttel in Wien 2